# Hiệu ứng Aharonov–Bohm
Hiệu ứng Aharonov–Bohm, đôi khi được gọi là hiệu ứng Ehrenberg-Siday-Aharonov-Bohm, là một hiệu ứng cơ học lượng tử, trong đó một hạt mang điện bị ảnh hưởng bởi trường điện từ (E, B), dù được giới hạn trong một khu vực mà cả điện trường và từ trường đều bằng 0. Cơ chế chủ yếu ở đây là sự liên kết của thế điện từ với các hàm phức của hàm sóng của hạt mang điện. Hiệu ứng Aharonov–Bohm đã được minh chứng bằng các thí nghiệm giao thoa. Hiệu ứng này lần đầu tiên được dự đoán bởi Werner Ehrenberg và Raymond E. Siday vào năm 1949, sau đó được phát triển và xây dựng hoàn thiện bởi Yakir Aharonov và David Bohm năm 1959. Sau khi công bố bài báo năm 1959, Bohm đã được thông báo của công trình và Siday Ehrenberg, được ghi nhận trong bài báo của Aharanov Bohm năm 1961. Hiệu ứng này được giới thiệu tổng quan trong bài báo tổng quan xuất bản năm 1989 bởi Peshkin và Tonomura .
Trường hợp phổ biến nhất của hiệu ứng Aharonov-Bohm thường được mô tả là hiệu ứng cuộn solenoid từ, xảy ra khi hàm sóng của một hạt mang điện chuyển xung quanh dọc qua một cuộn solenoid  tạo ra thêm một sự dịch pha là kết quả của từ trường kín mặc dù từ trường là không đáng kể trong khu vực mà hạt đi qua và hàm sóng của hạt là không đáng kể bên trong cuộn dây này. Sự lệch pha này được quan sát bằng thực nghiệm và qua đó khẳng định sự đúng đắn của hiệu ứng. Ngoài ra còn tồn tại hiệu ứng Aharonov-Bohm trong sự liên kết với năng lượng và tiết diện tán xạ nhưng chưa từng được kiểm chứng thực nghiệm. Người ta cũng đã tiên đoán về hiệu ứng Aharonov-Bohm điện mà ở đó hàm sóng của hạt mang điện bị thay đổi bởi thế tĩnh điện dù điện trường bằng 0 và cũng được khẳng định kiểm chứng bằng thực nghiệm.. Đồng thời, hiệu ứng phân tử cô lập Aharonov-Bohm cũng đã được dự đoán cho chuyển động của hạt nhân trong các vùng đa liên kết (multiply-connected regions) nhưng vẫn xảy ra những tranh cãi là một pha hình học như là phi địa phương mà không phải là topo hình học (neither nonlocal nor topological) phụ thuộc vào các đại lượng địa phương theo đường chuyển động của hạt nhân